# Oxalidaceae
Le Oxalidacee (Oxalidaceae R. Br., 1818) sono una famiglia di piante angiosperme eudicotiledoni dell'ordine Oxalidales.
La famiglia comprende piante erbacee, arbusti e piccoli alberi diffusi nelle regioni temperate e tropicali. In Italia è presente nella flora spontanea il genere Oxalis.

## Descrizione

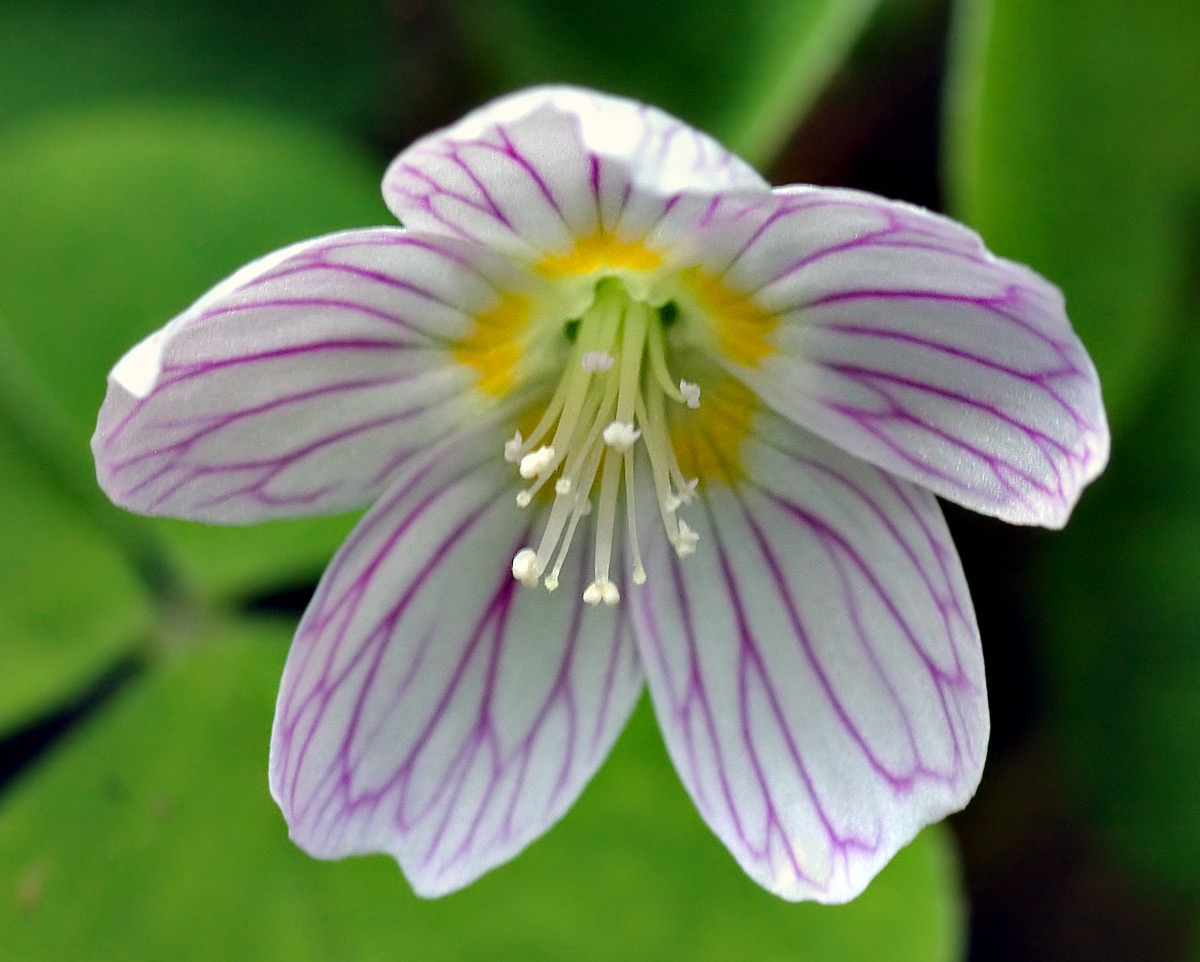
Dettaglio del fiore di Oxalis acetosella

Le foglie sono composte, alterne picciolate di norma erbacee, carnose in qualche specie a fotosintesi CAM (p. es. Oxalis megalorrhiza).
I fiori, solitari o in infiorescenze, sono ermafroditi, attinomorfi, pentameri. L'ovario è supero formato da 5 carpelli. 
Il frutto può essere una capsula o una bacca. 

## Tassonomia
Il Sistema Cronquist assegna le Oxalidacee all'ordine Geraniales, mentre secondo la moderna classificazione APG la famiglia è inclusa nell'ordine Oxalidales.
Si compone di 5 generi e di oltre 600 specie, la gran parte delle quali appartiene al genere Oxalis.
- Averrhoa L. (5 specie)
- Biophytum DC. (81 spp.)
- Dapania Korth. (3 spp.)
- Oxalis L. (560 spp.)
- Sarcotheca Blume (12 spp.)

Il genere sudamericano Hypseocharis, in precedenza assegnato a questa famiglia, è in atto assegnato alla famiglia Geraniaceae.